# Killy killy JOKER
「killy killy JOKER」（キリー キリー ジョーカー）は、分島花音の5枚目のシングル。2014年4月30日にワーナー・ホーム・ビデオから発売された。

## 概要
4thシングルの「signal」から2か月余りの短い間隔でリリースされた。テレビアニメ『selector infected WIXOSS』の主題歌で、製作者側からのリクエストは「疾走感があって閉塞感もあるような、アップテンポなバトル曲」とされていた。
発売時の一部店舗特典では分島本人が描いた『selector infected WIXOSS』の登場人物4名（小湊るう子、紅林遊月、植村一衣、蒼井晶）のB2判ポスターが付属していた。
2016年2月10日に発売された9thシングル「Love your enemies」（劇場版『selector destructed WIXOSS』主題歌）では、カップリング曲として井内舞子によるリミックスバージョンが収録された。

## 収録曲
1. killy killy JOKER [4:38]
作詞・作曲：分島花音、編曲：千葉"naotyu-"直樹
テレビアニメ『selector infected WIXOSS』オープニングテーマ
前作「signal」では作品のイメージを優先して抑えていたチェロの間奏を一転して前面に押し出している[3]。表題はアニメの題材がトレーディングカードゲーム『WIXOSS』を使った少女同士のバトルである所からの連想で「切り札＝ジョーカー」をイメージしたもので、初回限定盤付属DVDに収録されたミュージック・ビデオはこのテーマに沿って渋谷のTRUMPROOMで撮影されている[3]。
2. moonlight party [3:30]
作詞・作曲：分島花音、編曲：sugarbeans
分島のデビュー5周年と誕生日を記念して開催されたライブで初めて演奏した曲で、パジャマパーティーをテーマにしている[3]。
3. Killy Killy JOKER（Instrumental）
4. moonlight party（Instrumental）

### DVD（初回限定盤のみ）
1. killy killy JOKER（Music Video）
2. killy killy JOKER（TV-SPOT）